# Greta Lobo
Margaretha Wilhelmina (Greta) Lobo-Braakensiek (Den Haag, 13 mei 1882 – De Vink, 9 september 1926) was een Nederlands actrice. 

## Biografie
Ze werd geboren in Den Haag als dochter van Willem Albert Braakensiek, steendrukker van beroep, en Wilhelmina Margaretha Leeuwendaal. Zusters Mien Braakensiek en Marie Braakensiek en broer Karel (Charles) Braakensiek waren ook betrokken bij het toneel.  
Ze stond al op dertienjarige leeftijd op het toneel. Ze speelde onder meer samen met Ko van Dijk sr. bij Het Schouwtooneel, Pygmalion van George Bernard Shaw, speelde Nora in Nora of Een poppenhuis van Henrik Ibsen en Cleopatra, in de vertaling van Louis Couperus van Caesar en Cleopatra.
Braakensiek was van 1902 tot 1909 getrouwd met Louis Henri Richard. Het echtpaar kreeg twee kinderen. De jongste van de twee, Benjamin (1909), kreeg later de achternaam Jessurun Lobo. In 1910 hertrouwde ze met acteur David Jessurun Lobo. Het echtpaar scheidde in 1924. In 1926 trouwden ze opnieuw met elkaar. Een dag na hun tweede huwelijk kwamen ze, samen met twee anderen, om het leven bij een treinongeluk bij de toenmalige buurtschap De Vink (Voorschoten). Bij hun begrafenis liepen tien acteurs, onder wie Esther de Boer-van Rijk, Wiesje Bouwmeester, Theo Mann-Bouwmeester, Ko van Dijk sr. en Albert van Dalsum mee in de rouwstoet in een rondje om de schouwburg in Amsterdam.
Op 10 september 1927 is in de foyer van de Stadsschouwburg Amsterdam een gedenkplaat voor het omgekomen echtpaar geplaatst.

Herdenkingsmunt bij 25-jarig jubileum (1911)
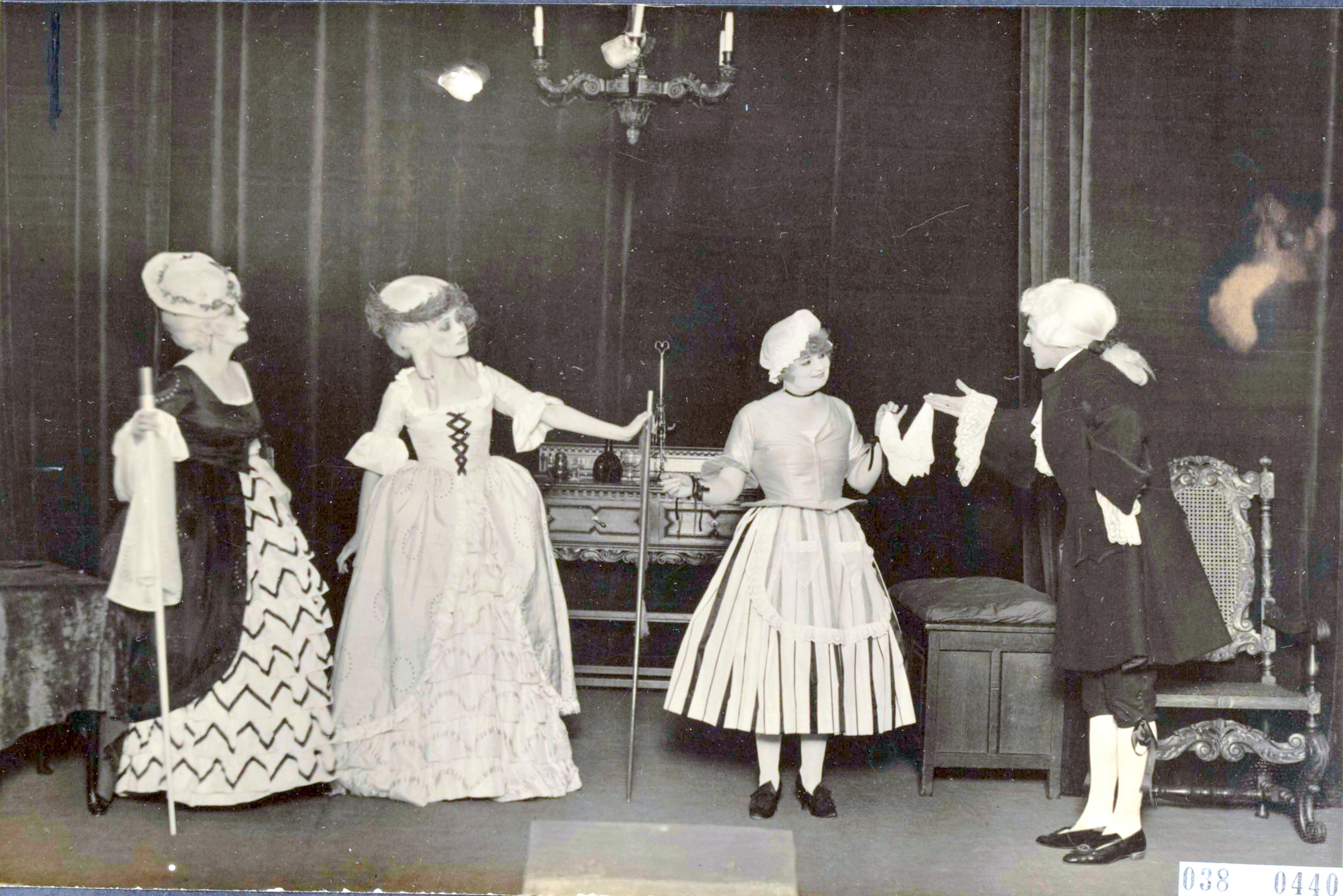
Greta (2de van rechts) in De herbergierster (1912)
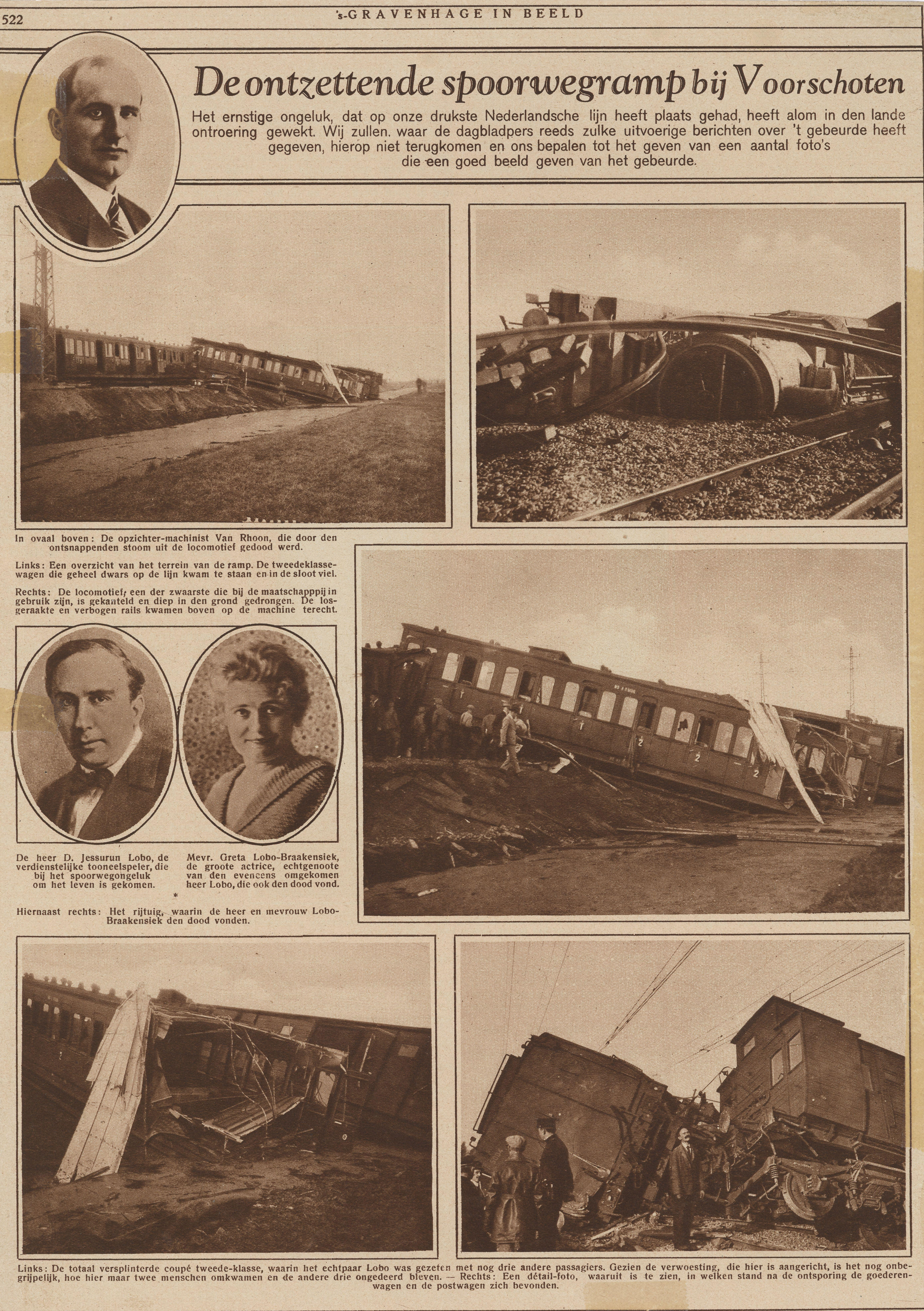
Krantenknipsel treinramp 1926
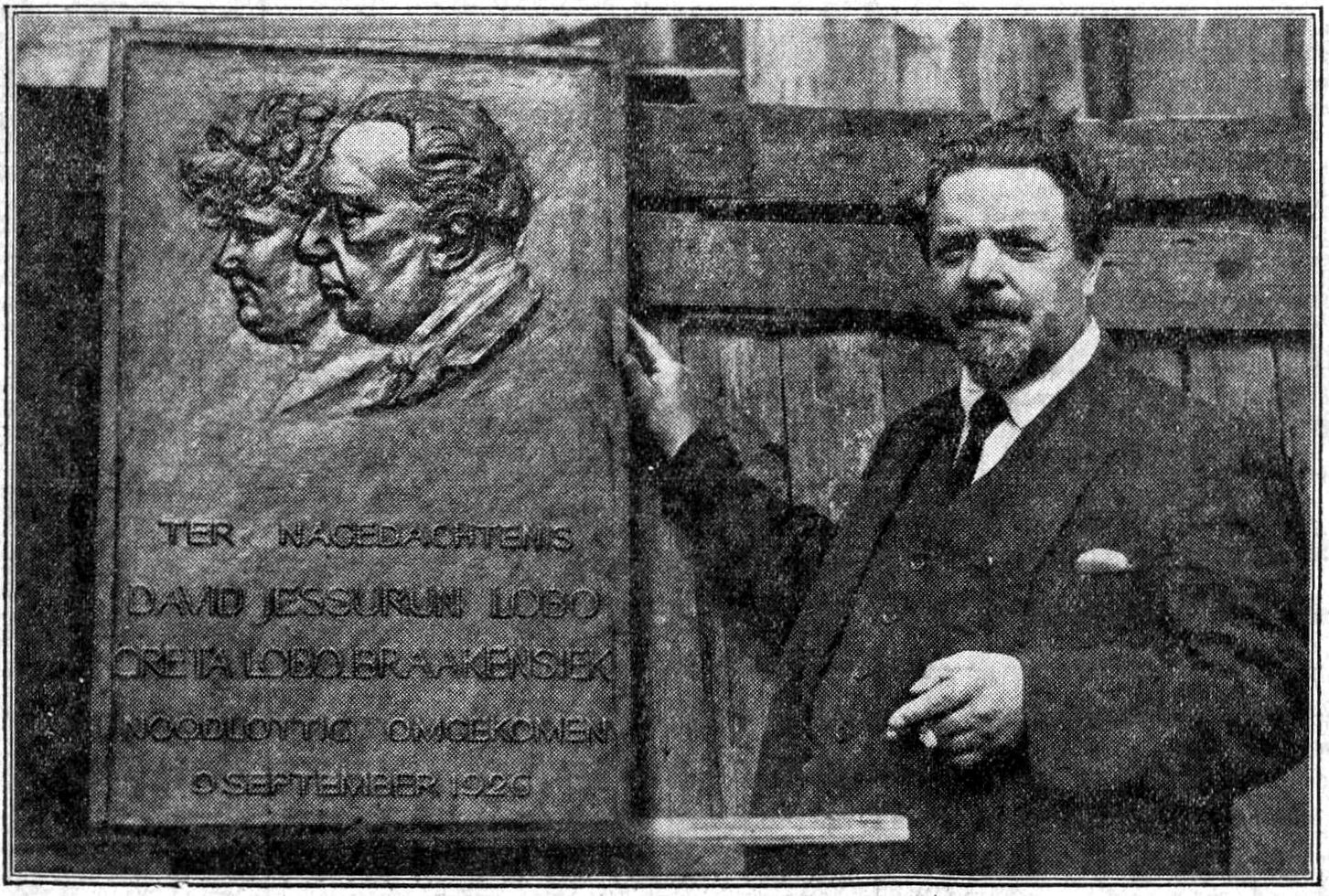
Marinus Vreugde naast plaquette van wijlen David en Greta Lobo - Braakensiek, 1927